# 超原子
超原子 (英語: superatom) は、複数の原子が相互作用により凝縮したクラスター（塊）である。原子の電子状態が持つ性質のいくつかを示すように見える。

## 概要
例えば、ナトリウム原子は気体状態で冷却されると、原子の魔法数（2, 8, 20, 40, 58 または 82）を選択的に含み自然にクラスターへと凝縮する。これらの魔法数の最初の2つは、s軌道およびp軌道をそれぞれ満たすのに必要な電子の数として認識できる。超原子のクラスター中の自由電子は、個々の原子が単独で存在するよりもクラスターなど原子の全集団によって定義される新しい一組の軌道を占有することが示唆される。球形でない、または異なる原子を含んだ（ドープされた）クラスターは、閉殻を形成する電子の数のばらつきを示す。このポテンシャルは正電荷の原子核の形態によって定義される。このような新しい電子数の計数スキームを持つ超原子は、電子が閉殻を形成するように化学的振る舞いを示す傾向がある。それゆえ、全電子殻より1つだけ電子が多い超原子はアルカリ金属のようにその電子をすぐに放出しやすく、全電子殻より1つだけ電子が少ない超原子はハロゲンのように大きな電子親和性を持つ。

## アルミニウムクラスター
特定のアルミニウムクラスターは超原子の性質を持つ。これらのアルミニウムクラスターは、ヘリウムガス中に陰イオン (Aln–、n = 1,2,3...) として生成され、ヨウ素を含んだ気体と反応する。質量分析器で分析すると、この反応の主要な生成物の1つはAl13I–に変化する。余剰な電子を持つ13アルミニウム原子のクラスターは、同じ気体の流れの中に導入されたとき酸素と反応しないようである。各原子がその価電子を3つ自由化すると仮定すると、これは40の電子が存在することを意味する。この電子数は上述のナトリウムの魔法数の一つであり、この数は希ガスの反映であることを暗示する。アルミニウムクラスター内の付加的な電子はヨウ素原子からちょうど反対に位置することが計算によって示される。それゆえ、このクラスターはヨウ素より高い電子親和性を持つはずであり、このためアルミニウムクラスターは超ハロゲン (英語: superhalogen) と呼ばれる。Al13I–イオン内のクラスターを構成する要素は、ヨウ素イオンか臭素原子に類似する。関連するAl13I2–クラスターは三ヨウ化物イオンに似た化学的な振る舞いをすることが期待される。
同様に、魔法数より2多い、42電子のAl14クラスターは、典型的に+2の原子価状態に適応するアルカリ土類金属の性質を示すように見える。これは少なくとも3つのヨウ素原子がAl14–クラスター、Al14I3–に引きつけられているときにのみ起こることが知られている。陰イオンクラスターは総計43の遍歴電子（あちこち巡回する電子）を持つが、3つのヨウ素原子はそれぞれ遍歴電子の1つを取り除きジェリウム (en) 殻内の40の電子を保持する。
2つの原子間の相互作用はレナード-ジョーンズ・ポテンシャルによって良く近似できるため、不活性気体原子の原子クラスターをコンピュータ・シミュレーションによって研究することは、特に簡単で信頼できる。他の方法についても利用可能であり、魔法数が13, 19, 23, 26, 29, 32, 34, 43, 46, 49, 55などの超原子についての計算方法が確立されている。

### アルミニウムクラスター
- Al7 : 性質はゲルマニウム原子に類似する。
- Al13 : 性質はハロゲン原子、より詳しくは塩素に類似する。
  - Al13Ix– (x = 1-13[5])
- Al14 : 性質はアルカリ土類金属に類似する。
  - Al14Ix– (x = 1-14[5])
- Al23
- Al37

## 他のクラスター
- Li(HF)3Li : (HF)3内部で、Liから生じる2つの価電子は一つの原子の原子核であるかのように全分子の軌道を周回する[6]。
- VSi16F : イオン結合を持つ[7]。
- 13の白金原子のクラスター : 常磁性体になる[8]。
- 2000のルビジウム原子のクラスター[9]